# Bryoptera nitidulata
Bryoptera nitidulata là một loài bướm đêm trong họ Geometridae.